# 日本におけるウクライナ避難民受け入れ
日本におけるウクライナ避難民受け入れ（にほんにおけるウクライナひなんみんうけいれ）では、2022年ロシアのウクライナ侵攻の影響により発生したウクライナ国内からの避難民のうち、日本に避難した人々について説明する。

## 概要
1. 避難民受け入れの経緯
2月24日: ロシア軍によるウクライナ侵攻開始。
2月26日: 岸田首相がウクライナからの避難民受け入れを表明。
3月4日: 外務省が、ウクライナからの避難民向けに「特例在留資格」を新設。これは、従来の難民認定とは異なる、緊急的な状況下での避難民受け入れのための制度です。
3月8日: 特例在留資格による最初の受け入れ開始。
3月15日: 政府が、ウクライナからの避難民を最大20万人受け入れる方針を発表。
3月16日: ウクライナからの避難民を対象とした「在留資格に関する特例措置」が公布。
2. 特例在留資格の運用と現状
特例在留資格は、ウクライナからの避難民が、日本に入国後に「難民認定申請」を行うことで、一定期間滞在できる資格です。
2023年3月までに、約2,000人が特例在留資格を取得しました。
特例在留資格は、当初は1年間の有効期限でしたが、2023年3月には1年延長されることが決定しました。
政府は、避難民の雇用促進や日本語教育支援など、生活支援策を講じています。
3. 難民認定の現状
特例在留資格を取得した避難民は、日本に入国後、改めて「難民認定申請」を行うことができます。
2023年3月現在、ウクライナからの避難民の難民認定申請数は約2,000件です。
入国管理局では、個々の申請に基づいて、国際法上の難民認定基準に基づき審査を行っています。
認定基準は、人種、宗教、国籍、特定の社会的集団への所属、政治的意見等に基づく迫害を受けるおそれがある場合などが挙げられます。
4. 課題と今後の展望
日本は、これまで難民受け入れに消極的な姿勢を取ってきました。ウクライナからの避難民受け入れは、日本にとって新たな課題となっています。
特例在留資格は、一時的な避難を目的とした制度です。長期的な滞在を希望する避難民に対しては、難民認定を含めた適切な支援が必要となります。
避難民の生活支援、雇用促進、日本語教育など、さまざまな課題に対応していく必要があります。
結論
日本政府は、ウクライナからの避難民受け入れに対して積極的に対応し、特例在留資格を導入することで、迅速な支援を行っています。しかし、難民認定を含めた長期的な支援策については、さらなる検討が必要です。
2022年4月1日、政府は会議を開き、ウクライナからの避難民の受け入れを進めるための新たな支援策を決定した。具体的には、難民の支援活動に取り組む公益財団法人「アジア福祉教育財団」が当面の滞在場所の提供や生活費の支給などを行い、その後、支援の意向を示す自治体や企業に引き継ぐ形とした。
決定から4日後の4月5日にウクライナからの避難民20人を乗せた政府専用機が日本に到着した。
ウクライナからの避難民は、戦争による難民だが、入出国管理局は『難民』には分類しなかった。日本が北方領土をロシアに侵略され、領土問題を抱える隣国である、という共通点から、『ウクライナ避難民』という特別枠を設定した。
「日本財団」が生活費を支給する身元保証人のいる避難民と、日本政府が生活費を支給する身元保証人のいない避難民に二分される。2022年のロシアによる侵略戦争まで、ウクライナ人はロシア語を話していたため、急に日本に避難してきても、日本語が話せないため、すぐには仕事をして収入を得ることは出来ないからだ。

## 入国・在留資格
ウクライナ国内以外に、ポーランド、ルーマニア、モルドバ、ハンガリーなどの、ヨーロッパの日本大使館で査証申請が可能。
必要な書類などは、在ウクライナ日本大使館のホームページ内に記載されている。
身寄りがないウクライナ避難民に対して、一時滞在のホテルにて、食事とともに生活費として12歳以上には1,000円、11歳以下には500円がそれぞれ支給される。住居・就労が決定した後は、光熱費などが発生する可能性を考え、12歳以上は1日2,400円（2人目以降は1,600円）、11歳以下は1,200円に支給額を引き上げる方向で検討している。また、支給期間は6か月としているが、現地情勢によっては延長も検討している。

### 在留資格延長について
避難者は「90日間の短期滞在」の在留資格で入国をしたのち、ウクライナの人が、日本での滞在を引き続き希望する場合、出入国在留管理庁にて、日本国内で働くことが可能な「特定活動（1年間）」の在留資格への変更許可申請することが可能。

## 国・自治体の動き

### 国・都道府県の窓口一覧
凡例: ○：対応可 △：翻訳機対応 □：翻訳機対応（来訪）※：予約
| 名称                                  | 都道府県 | 営業時間                                                 | ウクライナ語 | ロシア語 |
| ------------------------------------- | -------- | -------------------------------------------------------- | ------------ | -------- |
| 北海道外国人相談センター              | 北海道   | 平日9時～17時（12時～13時を除く）                        | ○            | ○        |
| 茨城県国際交流協会 外国人相談センター | 茨城県   | 平日8時30分～17時                                        | △            | △        |
| 一般財団法人 東京都つながり創生財団   | 東京都   | 平日10時～16時                                           | ※            | ○        |
| 公益財団法人 横浜市国際交流協会       | 神奈川県 | 平日10時～16時                                           | ○            | ○        |
| あいち多文化共生センター              | 愛知県   | 月曜日～土曜日 10～18時 （年末年始12／29～1／3は休館日） | □            | □        |
| 静岡県多文化共生課                    | 静岡県   | 平日9時～17時                                            |              |          |

ドン・キホーテ、西濃運輸が仕事を提供し、ニトリ、無印良品などが続いた。

## 関連文献
- ユリヤ・ジャブコ(Yuliya Dzyabko)「在日ウクライナ人のコミュニティの形成の歴史と現状」『茨城キリスト教大学紀要　I,人文科学』第56巻、茨城キリスト教大学、2022年、31-43頁、ISSN 13426362、2024年3月29日閲覧。